# Эсмань (приток Клевени)
Эсмань — река на Украине, правый приток Клевени, бассейна Днепра. Имеет длину 60 км, площадь водосборного бассейна 634 км². Уклон реки составляет 1,0 м/км. Долина корытообразная, шириной до 4 км, пойма Эсмани двухсторонняя. Русло умеренно извилистое, шириной до 15 м.
Исток находится в заболоченном лесу к северо-востоку от села Червоное. Река течёт по территории Глуховского и Путивльского районов Сумской области. Вдоль берегов находятся водоохранные полосы. Используется для орошения и рыболовства. На реке построено 4 водохранилища. На Эсмани расположен город Глухов.
Название реки Эсмань имеет иранское происхождение, от слова «asman-» — «камень».